# Chaetocnema pelagica
Chaetocnema pelagica é uma espécie de insetos coleópteros polífagos pertencente à família Chrysomelidae.
A autoridade científica da espécie é Caillol, tendo sido descrita no ano de 1924.
Trata-se de uma espécie presente no território português.